# El Boscal
El Boscal o santuari de la Mare de Déu del Boscal és una ermita al municipi de Cava a poc més d'un quilòmetre d'Ansovell, als peus de la serra del Cadí. Està protegida com a bé cultural d'interès local.
En aquest indret s'hi pot trobar un enorme boix de més de dos-cents anys a l'interior del Parc Natural del Cadí-Moixeró. En l'ermita s'hi celebra un dels aplecs més populars i concorreguts de l'Alt Urgell, l'aplec del Boscalt als volts del 8 de setembre.

## Ermita
L'església del santuari té una sola nau, amb capçalera plana orientada al nord-oest. La coberta és de doble vessant amb encavallades de fusta. La nau està dividida en tres seccions per dos parells de pilastres. Sembla que aquestes inicialment suportaven dos arcs diafragma, dels quals en queda un pròxim a l'altar així com l'arrencada de l'altre.
La capçalera que pren forma de fornícula a l'interior comunica amb la nau mitjançant un arc de mig punt. A ambdós costats de la nau s'obren dues capelles poc profundes a través d'un arc mig punt. En el mur oriental hi ha una finestra de doble biaix que està cegada. La part alta dels paraments interns estan arrebossats amb morter de calç i emblanquinats, mentre que la resta està en pedra vista.
S'accedeix a l'església per un portal, situat al sud-est, d'arc de mig punt adovellat, el qual està coronat per un ull de bou. El parament extern, sense obertures, és de reble amb carreus toscament desbastats a les cantonades.
El campanar en forma de torre està adossat a la capçalera. A les cares nord i sud té sengles finestres d'arc de mig punt. La coberta és de teula a doble vessant. Per la seva aparença robusta recorda al campanar de Sant Climent de Cava.
Al sector oriental hi ha les antigues dependències dels ermitans i els allotjaments dels peregrins.

## Història
Les primeres notícies que es tenen de l'església de Boscalt són del segle xiii a partir d'algunes deixes testamentàries. Segons una llegenda recollida al segle xvii l'origen del santuari vindria donat per una imatge de la Mare de Déu trobada per un pastor sota d'un boix molt gran que està al costat de l'església.
Del santuari, segons una notícia del 1558 en tenien cura els frares dominics. Al segle xviii a més de l'altar de la Mare de Déu n'hi havia un dedicat al Sant Crist i un altre a sant Antoni Abat.
Al segle xix amb la desamortització de Mendizábal només van quedar en mans de l'Església l'ermita i el campanar. L'any 1855 la resta de dependències van passar a ser propietat de l'Estat que ho va vendre en subhasta a tres particulars el 1868.
Durant la Guerra Civil es van destruir i incendiar els altars i els objectes de culte. El mal estat de l'edifici va propiciar l'enderroc del cor, el primer arc i dos trams de teulada.
El santuari va ser un dels indrets on es va rodar la pel·lícula Solitud, basada en l'obra de Víctor Català.